# Fusillade de l'université d'État de Kent
La fusillade de l'université d'État de Kent (Kent State shootings en anglais) a eu lieu le 4 mai 1970, sur le campus de l'université d'État de Kent, dans l'Ohio. La Garde nationale de l'Ohio a tiré à 67 reprises en 13 secondes sur des étudiants qui manifestaient de manière pacifique ; quatre d'entre eux furent tués, et neuf blessés (dont un paralysé à vie). 
La plupart de ces étudiants manifestaient contre l'intervention américaine au Cambodge, annoncée par le président Richard Nixon le 30 avril, mais certains ne faisaient que passer. En réponse à cette fusillade, une grève et des manifestations impliquant quatre millions d'étudiants entraînèrent des centaines d'universités et d'établissements scolaires à fermer à travers tous les États-Unis. Ceci retourna en partie l'opinion publique déjà sensible à la présence militaire des États-Unis au Viêt Nam.

## Contexte
Richard Nixon est élu président des États-Unis en 1968 en promettant dans son programme électoral de mettre fin à la guerre du Viêt Nam. Mais en novembre 1969, alors que la guerre se poursuit toujours, la presse révèle l'histoire du massacre de Mỹ Lai. Cette révélation entraine de vives réactions à travers le monde et une profonde horreur aux États-Unis. Les campagnes contre la guerre s'intensifient et influencent de plus en plus l'opinion publique. Dans ce contexte, le gouvernement institue le mois suivant la draft lottery, sorte de tirage au sort sur la base des jours de naissance servant à choisir les appelés (en âge de combattre) à participer à l'effort de guerre. Cette méthode n'avait plus été utilisée depuis la Seconde Guerre mondiale.
L'invasion du Cambodge par l'armée américaine, annoncée en 1970, est perçue par ceux qui avaient espoir que la guerre du Vietnam prenne fin rapidement à la fois comme un échec et comme une exacerbation du conflit. Les jeunes étudiants et professeurs sont inquiets du risque d'être appelés à combattre dans une guerre à laquelle ils sont farouchement opposés. Ainsi, l'expansion du conflit vers un autre pays est perçue comme un risque supplémentaire. De ce fait, à travers tout le pays, des mouvements de protestation se développent sur les campus, notamment ceux du Kent State, université qui abrite une section de l'association étudiante Students for a Democratic Society. Ces mouvements étudiants au Kent State demandent l'abolition du ROTC (corps d'entraînement des officiers de réserve qui a un bâtiment dans l'université), de l'Institut des Cristaux liquides (en partie financé par les militaires) et de certains cours de droit en rapport avec l'armée.

## Chronologie

### Jeudi 30 avril 1970
Richard Nixon annonce qu'une « incursion cambodgienne » a été lancée par l'armée américaine.

### Vendredi1ermai 1970
Un mouvement de manifestation de près de 500 étudiants a lieu au centre du campus de l'université d'État de Kent où les étudiants avaient l'habitude de se réunir pour protester. Alors que la foule se disperse afin de rejoindre les lieux d'études, un autre rassemblement est programmé pour le 4 mai. Le mot d'ordre est globalement le même : opposition à l'extension du conflit vietnamien vers le Cambodge engendrée par la politique de Richard Nixon.
L'ambiance est électrique, des étudiants énervés mettent le feu à une Constitution américaine ainsi qu'à leurs cartes d'incorporation dans l'armée américaine.
La nuit venue, des violences éclatent. Les autorités, rattachant ces violences aux manifestations, demandent l'intervention des forces de police et la fermeture des bars.

### Samedi 2 mai 1970
La rumeur selon laquelle des révolutionnaires radicaux étaient en ville pour détériorer l'université et la ville se répand. Le maire LeRoy Satrom (en) réclame au gouverneur la présence d'un détachement de la garde nationale de l'Ohio dans sa ville de Kent. Selon lui, cette présence militaire assurerait plus efficacement que la police locale la sécurité nécessaire face à la colère grandissante des étudiants.
Le détachement de la garde nationale n'arrive qu'autour de 17 h dans la journée. Des manifestants occupent déjà le campus universitaire. Un bâtiment d'entraînement des officiers de réserve est incendié. Les pompiers doivent intervenir sous escorte militaire. Il y a un grand nombre d'arrestations après l'utilisation de gaz lacrymogènes. Dans cette violente tentative de restaurer l'ordre public, un étudiant est blessé par une baïonnette, entraînant une radicalisation des positions.

### Dimanche 3 mai 1970
Lors d'une conférence de presse le gouverneur de l'État, James Rhodes, frappant du poing sur son bureau s'enflamme en affirmant que les manifestants étaient « anti-américains », « pire que des chemises brunes (nazi) ou des communistes ». Le maire déclare le couvre-feu dans la ville de Kent et demande à l'Adjudant-général Sylvester Del Corso, commandant de la Garde Nationale de l'Ohio, de mater toutes les manifestations.
Aux alentours de vingt heures, un nouveau cortège de manifestants se réunit sur le campus. Moins d'une heure après, les gardes nationaux les dispersent grâce au gaz lacrymogène. Afin d'obtenir un rendez-vous avec le maire de Kent ou d'autres hauts-fonctionnaires, les étudiants se déplacent vers un sit-in pacifiste au croisement de deux grandes avenues. À 23 h, la garde nationale déclare que le couvre-feu est désormais en vigueur. Les étudiants sont forcés de regagner leurs logements dans la violence, certains militaires blessant à la baïonnette des étudiants.

### Lundi 4 mai 1970

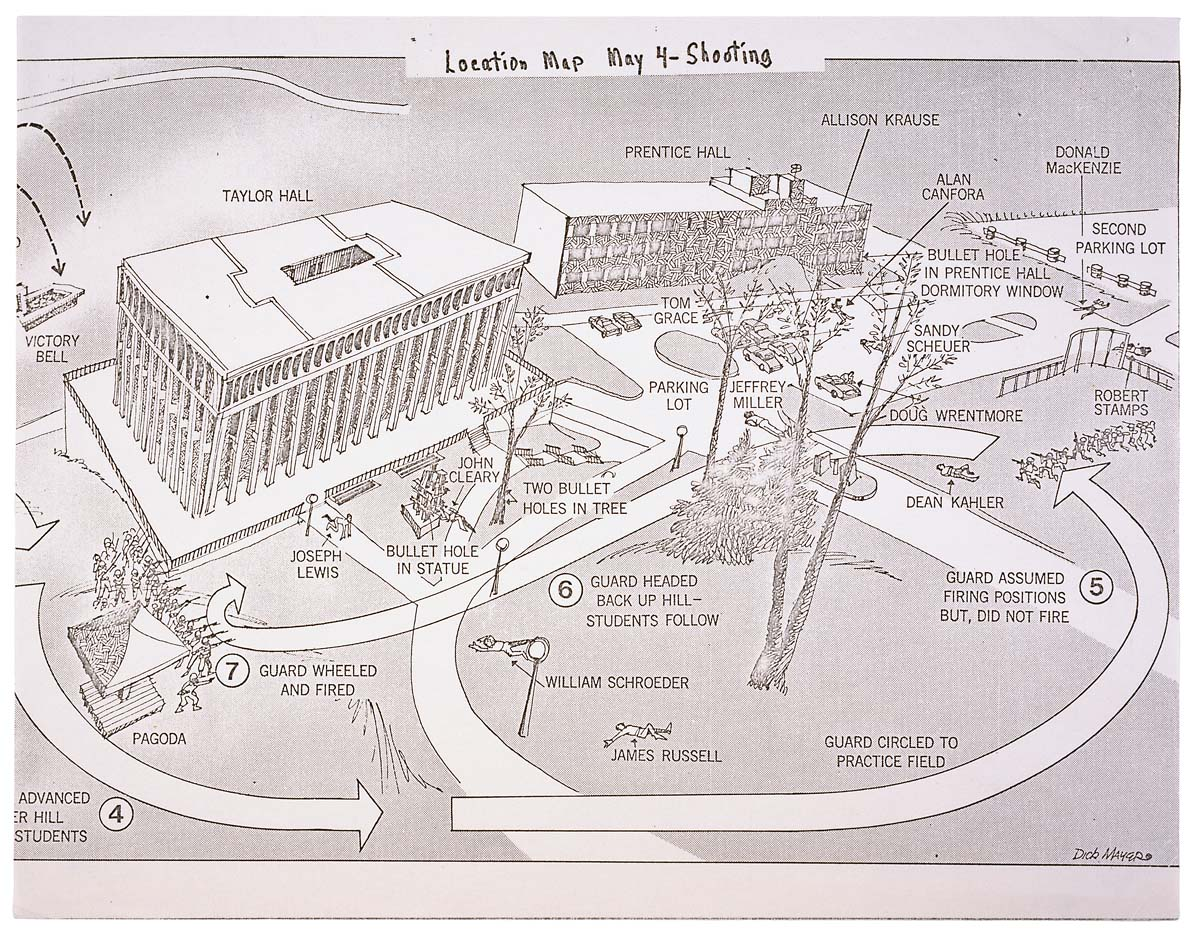
Plan des tirs sur la foule.

Alors qu'une manifestation doit se tenir à midi, comme cela a été prévu trois jours auparavant, l'administration de l'université, tentant de dissuader les étudiants de se réunir, distribue 12 000 tracts annonçant que le rassemblement est annulé. En dépit de cela, près de 2 000 étudiants se réunissent sur le campus. La Victory Bell (une cloche utilisée pour les victoires lors des matchs de football universitaire) annonce le début du rassemblement et des étudiants commencent à prendre la parole.

Ayant peur que la manifestation dégénère en violence, deux compagnies de la Garde nationale de l'Ohio se mettent en place pour disperser la foule.
Le processus de dispersion commence en fin de matinée. L'agent de sécurité du campus s'en charge. Roulant dans une Jeep de la Garde nationale, il ordonne aux étudiants de se disperser sous peine d'être arrêtés. Accueilli par des jets de pierre, il doit se retirer.

Juste avant midi, les militaires somment la foule de se disperser et usent de leurs gaz lacrymogènes pour disperser les réfractaires. Les manifestants répliquent par des jets de pierre, retournant les grenades lacrymogènes sur la garde en chantant « Pigs Off Campus » (« les porcs hors de l'université », les porcs (pigs) désignent les autorités à cette époque, qu'elles soient militaires ou policières ; cette expression est souvent utilisée par le Black Panther Party).
Lorsqu'il apparaît que la foule ne se dispersera pas, on commande l'envoi vers les étudiants d'un groupe de 77 gardes nationaux, baïonnette au fusil. L'avancée des militaires entraîne le recul des manifestants qui quittent le lieu de rassemblement pour un point surélevé. Une fois sur cette petite colline, une partie des manifestants se disperse en petits groupes vers différentes positions alors que les gardes nationaux les poursuivent. Changeant de tactique, les militaires se regroupent sur un terrain de sport grillagé au bas de la colline. Des étudiants commencent à quitter la manifestation mais beaucoup restent face aux soldats en exprimant toujours leur colère. Il s'ensuit un échange de pierres et de gaz lacrymogènes. Au bout d'une dizaine de minutes, les gardes reprennent leur marche, en remontant la pente et en contraignant les étudiants à revenir au point de rassemblement initial.
C'est à ce moment que le sergent Taylor ouvre le feu avec son pistolet de calibre 45 (11,43 mm) sur les manifestants. Quelques militaires à proximité du sous-officier usent à leur tour de leurs fusils M1 Garand en direction du groupe d'étudiants. 67 coups de feu retentissent émanant de 29 gardes nationaux différents. La durée de la fusillade semble avoir été très courte : The New York Times affirma que cela avait duré une minute ou à peine plus et l'enquête conclut à 13 secondes de déchaînement.
Finalement, les tirs tuent quatre étudiants et en blessent neuf. S'agissant des personnes décédées, si Allison Krause et Jeffrey Miller (en) faisaient partie intégrante de la manifestation, Sandra Scheuer (en) et William Knox Schroeder (en) marchaient simplement entre deux salles de classe. Pour sa part, W.K. Schroeder était même un membre du Corps d'entraînement des officiers de réserve de l'armée américaine. Parmi les blessés, aucun d'eux ne se tenait à moins de 20 mètres des militaires. Pour les personnes décédées, c'est Miller qui était le plus proche, à plus de 80 mètres de tout fusil. Les gardes ont en moyenne tué à plus de 100 m de leur position. La théorie de l'autodéfense des garants de la sécurité nationale s'exclut donc rapidement.
Reste véritablement en suspens la question des motivations de ce massacre. Les différentes conclusions restent à l'heure actuelle toujours débattues.
Del Corso, l'adjudant général de la Garde nationale de l'Ohio, a déclaré qu'un sniper aurait ouvert le feu sur les gardes. Cette allégation reste en débat bien qu'aucune preuve ne la corrobore. De nombreux Gardes nationaux ont confirmé plus tard, lorsqu'ils furent interrogés sur leur proximité avec les personnes mortes ou blessés, avoir eu peur pour leur sécurité et leurs vies.
Par ailleurs, le Time conclut dans un article que « les queues de détente n'avaient pas été pressées par accident à Kent State ».
On nomma une commission chargée d'éclairer les conditions de cette fusillade. Son président, chargé de mettre au jour les raisons de l'ouverture du feu, fut très contesté. Il n'éclaira en rien la situation et préféra critiquer ouvertement manifestants et gardes nationaux de l'Ohio. Il conclut cependant que « les tirs aveugles de fusils dans une foule d'étudiants et la mort entrainée par ces tirs ont été inutiles, injustifiés, et inexcusables ».
En 2010, une analyse d'un enregistrement audio du drame par un groupe d'experts conclut que la Garde nationale aurait reçu l'ordre d'ouvrir le feu. Cette bande magnétique audio provient d'un étudiant en communication de l'université qui avait déposé un microphone sur la fenêtre de son dortoir. Selon l'enregistrement retravaillé, on peut entendre une voix masculine crier « Garde ! », quelques secondes se passent avant qu'on l'entende de nouveau dire « Préparez-vous à ouvrir le feu ». Enfin la voix conclut par un « Garde ! », suivi deux secondes plus tard de salves. Cet enregistrement étant d'une qualité médiocre et les paroles de l'officier très théâtrales, la crédibilité de l'analyse reste faible.

## Conséquences et effets à long terme
Quelques semaines après la fusillade, le Weather Underground revendiquera un attentat contre la Garde nationale, ayant pris soin auparavant d'alerter les autorités de la présence d'explosifs afin d'éviter toute victime.

## Dans la culture

### Musique

#### Ohiode Crosby, Stills, Nash and Young
La référence culturelle à cet évènement la plus renommée est la chanson Ohio écrite par Neil Young pour le groupe Crosby, Stills, Nash and Young. Particulièrement choqué par cette fusillade, le groupe veut marquer les esprits. Malgré la commercialisation en cours de leur single Teach Your Children (en), ils décident de diffuser en même temps sur les ondes leur chant de révolte Ohio. Le 45 tours qui sortira sera accompagné sur la face B d'une chanson de Stephen Stills s'opposant à la guerre du Viêt Nam. Le 4 mai 1997, Crosby, Stills & Nash en visite sur le campus joue cette chanson en commémoration des victimes.

#### Autres références musicales
Il existe un grand nombre d'hommages musicaux, en voici une liste non exhaustive :
En 1970 :
- Hey Sandy de Harvey Andrews (en) en hommage à Sandra Scheuer (en) tuée lors de la fusillade
- Le Steve Miller Band enregistre sur son album Number 5 une réponse directe à ce massacre avec la chanson Jackson-Kent Blues
- Bruce Springsteen écrit une chanson intitulée Where Was Jesus in Ohio
- Les membres de Genesis composent The Knife sur leur album Trespass, recréant la situation du point de vue des Gardes nationaux.
- Quatre jours après la fusillade, George Szell donne son dernier concert à Cleveland à la tête de l'Orchestre de Cleveland. Avant de diriger l'ouverture d'Obéron, la 40e Symphonie de Mozart et la 3e Symphonie "Héroïque" de Beethoven, il demande au public de Severance Hall de se lever et d'observer une minute de silence. Le public et les membres de l'orchestre avaient de nombreux enfants inscrits à l'université, dont certains manifestaient.

En 1971 :
- The Beach Boys sortent Student Demonstration Time (en)
- Long Distance Runaround sur l'album Fragile du groupe de rock Yes s'inspire des faits du 4 mai 1970
- Halim El-Dabh, professeur de musique au sein de l'université de Kent State compose un opéra nommé Opera Flies qui sera joué en 1971 sur le campus et lors de la commémoration de 1995.

En 1972 :
- Truth Is Fallen de Dave Brubeck est dédiée aux étudiant de l'université d'État de Kent.

En 1974 :
- Le musicien expérimental Jandek sort Governor Rhodes, une méditation sur le sujet.

En 1989 :
- Le groupe canadien de musique industrielle/électronique Skinny Puppy se réfère à l'événement dans sa chanson Tin Omen sur Rabies

### Littérature
Il existe un grand nombre d'œuvres littéraires, américaines pour la plupart, faisant référence à cet incident.
- Harlan Ellison publie en 1971 un recueil de nouvelles sous le nom de Alone Against Tomorrow qu'il dédie aux victimes du massacre.
- Allen Ginsberg mentionne la fusillade dans son poème Hadda be Playin' on a Jukebox en 1975

### Photographie
- John Filo (en), photographe présent sur les lieux immortalisa sur pellicule la fusillade. Une de ses photographies est particulièrement émouvante : on y voit Mary Ann Vecchio, jeune fille de 14 ans à genoux dans l'angoisse face au corps de Jeffrey Miller qui vient d'être abattu par la Garde nationale de l'Ohio. Ce cliché marquant lui valut le grand honneur de recevoir le prix Pulitzer en 1971.
- L'artiste Renée Green utilisa comme thème pour une exposition photographique en 1996 la fusillade de l'université d'État de Kent

### Documentaire, film et télévision
- 1981 - Kent State (réalisé par James Goldstone) - documentaire dramatique pour la télévision
- 1995 - Le film Nixon d'Oliver Stone montre des images réelles de la fusillade et donne une place importante à l'événement dans la narration du film.
- 2008 - National Geographic Channel consacre une série de documentaires sur la fusillade de Kent State.
- 2009 - Le film Watchmen : Les Gardiens de Zack Snyder fait référence à cette fusillade dans son générique d'introduction

### Bande dessinée
- 2020 : Kent State, quatre morts dans l'Ohio, éd. Çà et là, 288 pages, trad. Philippe Odoul  (ISBN 978-2369902829) - bande dessinée de reportage autour des événements par Derf Backderf ; lauréat du Prix Comics de l'ACBD 2020[5].